# Coniophanes taylori
Coniophanes taylori là một loài rắn trong họ Rắn nước. Loài này được Hall mô tả khoa học đầu tiên năm 1951.